# Heinz Körvers
Heinz Körvers (født 3. juli 1915 i Xanten, Nordrhein-Westfalen, død 29. december 1942 i Volgograd, Volgograd oblast, Rusland) var en tysk håndboldspiller, som deltog i OL 1936 i Berlin.
Körvers spillede målmand for klubben MSV Hindenburg Minden og var med til at vinde det westphalske mesterskab tre år i træk (1933-1935) samt det tyske mesterskab i 1936, alle i markhåndbold.
Han var en del af det tyske håndboldlandshold, som deltog i OL 1936. Det var første gang, håndbold var på programmet ved et OL, og turneringen blev spillet på græs på 11-mandshold. Oprindeligt var ti hold tilmeldt, men Danmark, Holland, Sverige og Polen meldte fra, så blot seks hold deltog. Disse blev delt op i to puljer, hvor Tyskland vandt sin pulje suverænt med en samlet målscore på 51-1 efter blandt andet en 29-1 sejr over USA. De to bedste fra hver pulje gik videre til en finalerunde, hvor alle spillede mod alle. Igen vandt Tyskland alle sine kampe, men dog i lidt tættere kampe. Således vandt de mod Østrig med 10-6. Som vinder af alle kampe vandt tyskerne sikkert guld, mens Østrig fik sølv og Schweiz bronze. Körvers spillede to af kampene, herunder den afgørende kamp mod Østrig.
Körvers skiftede senere til Lintforter SV og var med til at tabe finalen om det tyske mesterskab i 1939 samt blive mester i 1940.
I sit civile liv var Körvers minearbejder, inden han blev rekrutteret til hæren i anden verdenskrig. Han blev meldt savnet i forbindelse med kamphandlinger nær Stalingrad 29. december 1942. Først 31. marts 1954 blev han officielt erklæret død, og da blev den officielle dødsdato sat til 31. december 1942.